# Nsukka
Nsukka é uma cidade e área do governo local no sudeste da Nigéria no Enugu (estado).  As cidades que compartilham uma fronteira comum com Nsukka são Eha alumona, Edem, Alor-uno, Opi (sítio arqueológico), Orba e Ede-Oballa, Obukpa, Obimo. Outras cidades próximas incluem Enugu Ezike, Obollo-Afor (anteriormente centro do comércio óleo de palma), Nimbo, Adani, Uzo Uwani e Mkpologwu, agora também reivindicam o nome de Nsukka.  Isso ocorre porque todos eles se enquadram coletivamente no sistema de zoneamento político na Nigéria conhecido como Zona Senatorial. A partir de 2006 Nsukka tinha uma população de 309.633 Nsukka Vila é conhecido como o sítio da Universidade da Nigéria, A primeira universidade nigeriana indígena, fundada pelo Dr. Nnamdi Azikiwe, primeiro presidente da Nigéria. Atualmente, a cidade tem uma série de Parastatais Federais na universidade, como NABDA, CBSS e o Centro de Pesquisa de Energia.

## A LGA
Nsukka LGA tem uma área de 1.810 km² e uma população de 309.633 no recenseamento de 2006. A sede do governo local está localizada nos locais montanhosos e verdes que Nsukka é conhecido por perto dos bairros coloniais dos anos anteriores à independência. O atual presidente do comitê de conselheiro do conselho da Área de Governo Local é o Prof. Roseline Onah, que assumiu liderança no início de 2016.
O código postal da área é 410001 e 410002, respectivamente, referente ao campus da Universidade da Nigéria e Nsukka Urbana.

## História
Nsukka é o lar de membros dos ibos. Pouco se sabe sobre a história da cidade de Nsukka, exceto que o Reino de Nri teve contato com Nsukka em períodos anteriores. No entanto, no livro 'Igbo/Igala Borderland', o antigo escritor americano rastreou a origem da cidade de Nsukka para os comerciantes anteriores de Arochukwu, no atual estado de Abia, que inicialmente descansou e depois se estabeleceu lá. Em julho de 1967, Nsukka foi uma das primeiras cidades Biafranas a serem capturadas pelas forças nigerianas durante as chamadas "ação policial" no início da Guerra nigeriana-biafrana. Esta ação, durante a qual Universidade de Nsukka foi incendiada, criou muitos refugiados e contribuiu para o caos e o sofrimento inerentes a este conflito sangrento. Prof. Roseline Onah é o novo presidente do governo local de Nsukka, que assumiu liderança no início de janeiro de 2016.